# The Chicks
The Chicks (bis 2020 Dixie Chicks) sind eine US-amerikanische Country-Band, die 1989 in Dallas gegründet wurde. Die Gruppe änderte im Juni 2020 ihren Namen.
Die Schwestern Emily Robison (Gitarre, Dobro und Banjo) und Martie Maguire (Geige und Mandoline) sind vielseitige Musikerinnen, die Leadsängerin Natalie Maines hat eine prägnante Stimme. Typisch für die Band ist der Satzgesang der drei Frauen.
Ihre Mischung aus Bluegrass und Country-Musik sprach ein breites Spektrum von Country-Fans an, mittlerweile hat sich die Gruppe mehr in Richtung Rock beziehungsweise Popmusik entwickelt. Die Dixie Chicks verkauften mehr als 30,5 Millionen Alben in den USA, was sie zur erfolgreichsten Frauenband des Landes macht.

## Geschichte
1989 schlossen sich in Dallas vier texanische Straßenmusikerinnen, bestehend aus den Schwestern Martie Maguire (* 12. Oktober 1969) und Emily Robison (* 16. August 1972, beide geborene Erwin) sowie Laura Lynch (1958–2023) und Robin Lynn Macy zu einer bluegrassorientierten Country-Band zusammen. Die ersten drei Alben der nach Dixie (Synonym für die US-amerikanischen Südstaaten) und „Chicks“ (wörtlich: Küken oder Hühnchen; umgangssprachlich gebrauchte Bezeichnung für junge Frauen) benannten neuen Formation erschienen bei einem unabhängigen Label.
Während dieser frühen Jahre legten die Musikerinnen neben dem Bluegrass auch Wert auf ihr „Cowgirl“-Image, das nicht nur in der Cover-Gestaltung zum Ausdruck kam: Ihr erstes Album Thank Heavens for Dale Evans (1990) enthält unter anderem Patsy Montanas Cowgirl-Klassiker I Want to Be a Cowboy’s Sweetheart und ist nach Roy Rogers’ Ehefrau Dale Evans benannt, die neben Montana als eine der großen weiblichen Pioniere der Western Music gilt. Es folgten Little Ol’ Cowgirl (1992) und Shouldn’t a Told You That (1993).
Robin Lynn Macy verließ die Band 1992, weil sie einen reineren Bluegrass-Sound bevorzugte. 1995 wurde auch Laura Lynch abgelöst. Ihre Rolle als Leadsängerin übernahm Natalie Maines (* 1974), die Tochter des unter anderem für Künstler wie Terri Hendrix und Robert Earl Keen tätigen Produzenten und Gitarristen Lloyd Maines. Diesen hatten die Dixie Chicks 1991 bei der Aufnahme ihrer Weihnachtssingle Home on the Radar Range kennengelernt.
Nach einem Vertragsabschluss mit dem Major-Label Sony BMG gelang es den Dixie Chicks, sich als vielversprechende und erfolgreiche Künstler des New Country zu etablieren. Die beiden anschließenden Sony-BMG-Alben Wide Open Spaces (1998) und Fly (1999) erzielten Spitzenplatzierungen in den Charts. Von Fly wurden mehr als zehn Millionen Exemplare in den USA verkauft, wofür es mit einer Diamantenen Schallplatte (10-mal Platin) ausgezeichnet wurde; von Wide Open Spaces wurden rund 12 Millionen Exemplare verkauft, womit es ebenfalls Diamant-Status (12-mal Platin) errang.
Ihr nächstes Album, das bluegrasslastige Home aus dem Jahr 2002, wurde von Lloyd Maines produziert und erschien aufgrund eines zweijährigen Streits mit ihrer Plattenfirma zunächst als unabhängige Produktion. Nachdem die Dixie Chicks in der Folge ihre Differenzen mit Sony BMG bereinigt hatten, wurde auch Home offiziell in den Vertriebskatalog des Medienkonzerns aufgenommen. Trotz vergleichsweise geringer Promotion in der Startphase erzielte auch die sechste offizielle CD der Band im Laufe der Zeit gute Verkaufszahlen.
Sie sangen sowohl beim demokratischen Nominierungsparteitag 2020 wie auch 2024 The Star-Spangled Banner.

## Politische Kontroversen

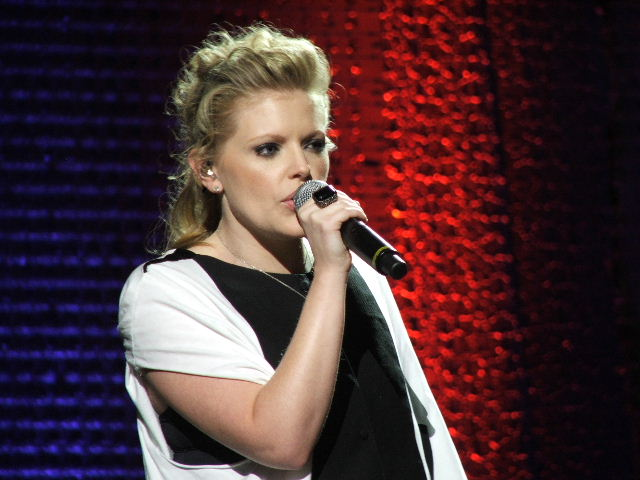
Natalie Maines (2006)

Die Dixie Chicks greifen in ihren Songs auch gesellschaftlich strittige Themen auf. Für Irritationen bei konservativen Country-Fans sorgte zum Beispiel Goodbye Earl, ein Stück aus ihrem Album Fly, das die erfolgreiche Rache zweier Freundinnen an einem prügelnden Ehemann beschreibt.
Für einen nachhaltigen Skandal sorgte Natalie Maines im März 2003, als sie während eines Konzertes in London äußerte, die Band sei „beschämt, dass der Präsident der Vereinigten Staaten aus Texas stamme“. Maines stammt aus Lubbock, Texas. Dies sorgte für Empörung, wobei es in der Folgezeit zu Boykottaufrufen unter konservativen Country-Fans und in den US-amerikanischen Medien kam, vor allem seitens des Medienunternehmens Clear Channel, das bestimmend für das Airplay von Country-Musik in den USA ist. Die Sängerin versuchte die Wogen zu glätten, indem sie unter anderem sagte: „Ich glaube, der Präsident ignoriert die Meinung vieler US-Amerikaner und befremdet den Rest der Welt.“ Doch dies war ihren Kritikern nicht genug, und so fügte sie kurz danach hinzu:

“As a concerned American citizen, I apologize to President Bush because my remark was disrespectful. I feel that whoever holds that office should be treated with the utmost respect. We are currently in Europe and witnessing a huge anti-American sentiment as a result of the perceived rush to war. While war may remain a viable option, as a mother, I just want to see every possible alternative exhausted before children and American soldiers’ lives are lost. I love my country. I am a proud American.”

„Als besorgte amerikanische Bürgerin entschuldige ich mich bei Präsident Bush, weil meine Bemerkung respektlos war. Ich denke, wer immer dieses Amt innehat, sollte mit dem größtmöglichen Respekt behandelt werden. Wir befinden uns derzeit in Europa und sehen die gewaltigen anti-amerikanischen Ressentiments, die wohl eine Folge des nach europäischer Wahrnehmung übereilten militärischen Vorgehens der US-Regierung im Irak sind. Krieg bleibt zwar eine Option, doch als Mutter möchte ich jede mögliche Alternative ausgeschöpft sehen, bevor die Leben von Kindern und amerikanischen Soldaten verlorengehen. Ich liebe mein Land. Ich bin eine stolze Amerikanerin.“

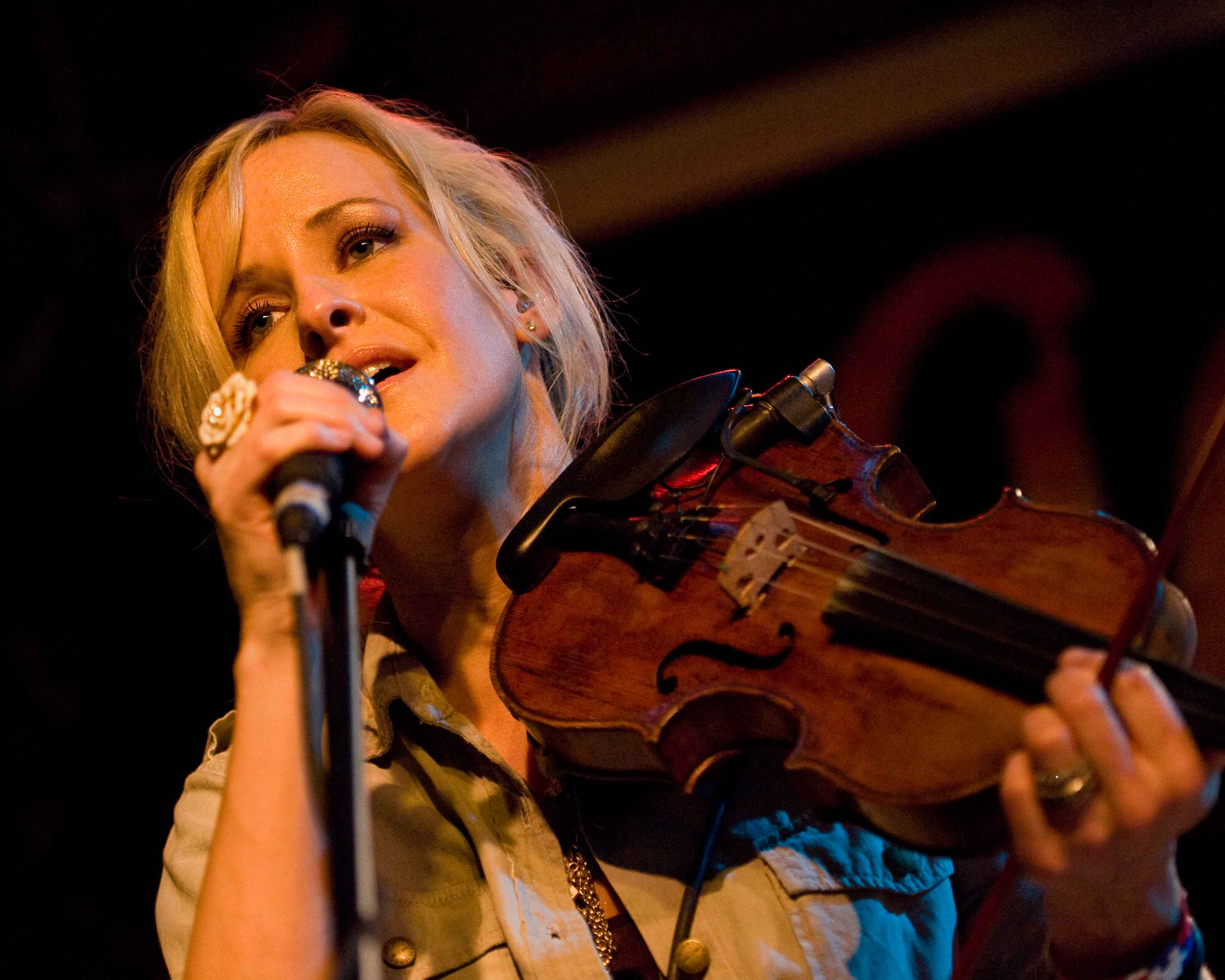
Martie Maguire (2010)

Viele Fans blieben verärgert und setzten den Boykott der Dixie Chicks und der Radiostationen, die ihre Musik spielten, fort. Als Zeichen ihrer Ablehnung wurden ehemalige Dixie-Chicks-Fans aufgerufen, ihre CDs gemeinsam von einem Bulldozer niederwalzen zu lassen. Andere ihrer Fans waren enttäuscht, dass sich die Sängerin entschuldigt hatte. Als Folge des medialen Aufruhrs, der unter anderem auch anonyme Morddrohungen zur Folge hatte, mussten die Künstlerinnen schließlich um ihre Sicherheit und die ihrer Familien bangen.
Die Gruppe erfuhr allerdings auch Unterstützung seitens Kollegen wie beispielsweise Bruce Springsteen sowie Madonna, die öffentlich für das Recht auf freie Meinungsäußerung eintraten. Auch Präsident Bush selbst äußerte sich dahingehend, merkte aber zugleich an, dass die Meinungsfreiheit ebenso für die Kritiker der Dixie Chicks gelte.
Im April 2003 starteten die Dixie Chicks eine Medienkampagne, um ihre Standpunkte darzulegen. Während eines Hauptabendinterviews mit Diane Sawyer gab Maines an, stolz auf ihre ursprüngliche Aussage zu sein. Im Mai erschien die Band nackt (mit verdeckten Geschlechtsteilen) auf der Titelseite der Zeitschrift Entertainment Weekly, bemalt mit Sprüchen wie „Traitors“ (Verräter), „Saddam’s Angels“ (Saddams Engel), „Dixie Sluts“ (Südstaatenschlampen oder -flittchen), „Proud Americans“ (stolze Amerikaner), „Hero“ (Held), „Free Speech“ (freie Meinungsäußerung) und „Brave“ (mutig).
Das erste Konzert der nächsten Tournee fand im Mai 2003 in Greenville, South Carolina, statt, war mit 15.000 Besuchern ausverkauft und bekam gute Kritiken. Die Musikerinnen hatten sich bereits auf Widerstand gefasst gemacht, und Natalie Maines forderte diejenigen, die gekommen seien, um sie auszubuhen, auf, dies zu tun, doch die Zuschauer jubelten.
Dennoch blieben die Ansichten über die Band kontrovers. Ebenfalls im Mai 2003 entließ ein Radiosender in Colorado zwei seiner Discjockeys, die trotz Verbots Musik der Dixie Chicks gespielt hatten. Bei der Verleihung der Preise der Academy of Country Music (ACM) in Las Vegas gab es Buhrufe, als die Gruppe für den Preis „Entertainer des Jahres“ nominiert wurde. Den Preis gewann schließlich Toby Keith, ein ausgesprochener Kritiker der Band.
Die Dixie Chicks hatten in Interviewaussagen offen sein Lied Courtesy of the Red, White and Blue (The Angry American) (2002) kritisiert. Diesen Song über die Terroranschläge vom 11. September 2001 – ein leidenschaftliches und patriotisches Bekenntnis zu den USA und zur Politik der Bush-Regierung – empfanden die Dixie Chicks als plump, staatstragend und somit den geplanten Krieg gegen den Irak rechtfertigend. Nach längerem medialen Schlagabtausch zwischen der Band und Keith trug Natalie Maines während eines Fernsehauftritts ein T-Shirt mit der Aufschrift „F.U.T.K“, was als „Fuck You, Toby Keith“ interpretiert wurde.
Im Herbst 2003 traten die Dixie Chicks in einem Fernsehwerbespot für Lipton-Eistee auf. Darin macht die Band sich über die Spielverbote der US-amerikanischen Sender lustig: Während eines Stadionkonzertes kommt es zu einem Stromausfall, der Band gelingt es jedoch, durch eine A-cappella-Version von Cowboy Take Me Away unter dem Jubel der Menge das Stadion wieder zu elektrisieren. Die Musikerinnen gingen nun zunehmend offensiver mit der Kritik um und machten immer weniger Hehl aus ihren persönlichen Auffassungen. So zeigten sie zum Beispiel während der Tour auf Videowänden Bilder von gleichgeschlechtlichen Paaren, einem im konservativen Bereich sehr kontrovers besetzten Thema. Sie nahmen auch an der „Vote for Change“-Tour im Präsidentschaftswahlkampf 2004 teil.
2006 erschien der Dokumentarfilm Dixie Chicks: Shut Up and Sing (Halt die Klappe und sing) der Regisseurinnen Barbara Kopple und Cecilia Peck über die Reaktionen konservativer Fans auf Maines’ Bush-kritische Äußerungen.

## Namensänderung
2020 änderte die Band ihren Bandnamen. Das Frauen-Trio streiche das „Dixie“ – ein Synonym für den alten Süden der USA – aus dem Namen und nenne sich ab sofort nur noch The Chicks. Eine Begründung für die Entscheidung wurde von der Band nicht genannt, jedoch wird dieser Schritt als Solidaritätsbekundung mit den Protesten gegen Rassismus und Benachteiligung von Schwarzen in den USA und den landesweiten Anti-Rassismus-Protesten als Reaktion auf den Tod des Schwarzen George Floyd interpretiert. Sie sind nicht die ersten Musiker, die sich auf diese Weise von Südstaaten-Begriffen distanzieren. Bereits die US-Country-Band Lady Antebellum hatte sich zuvor in Lady A umbenannt, weil ihr Bandname an die Zeit der Sklaverei erinnere.

## Vom Country zum Rock/Pop

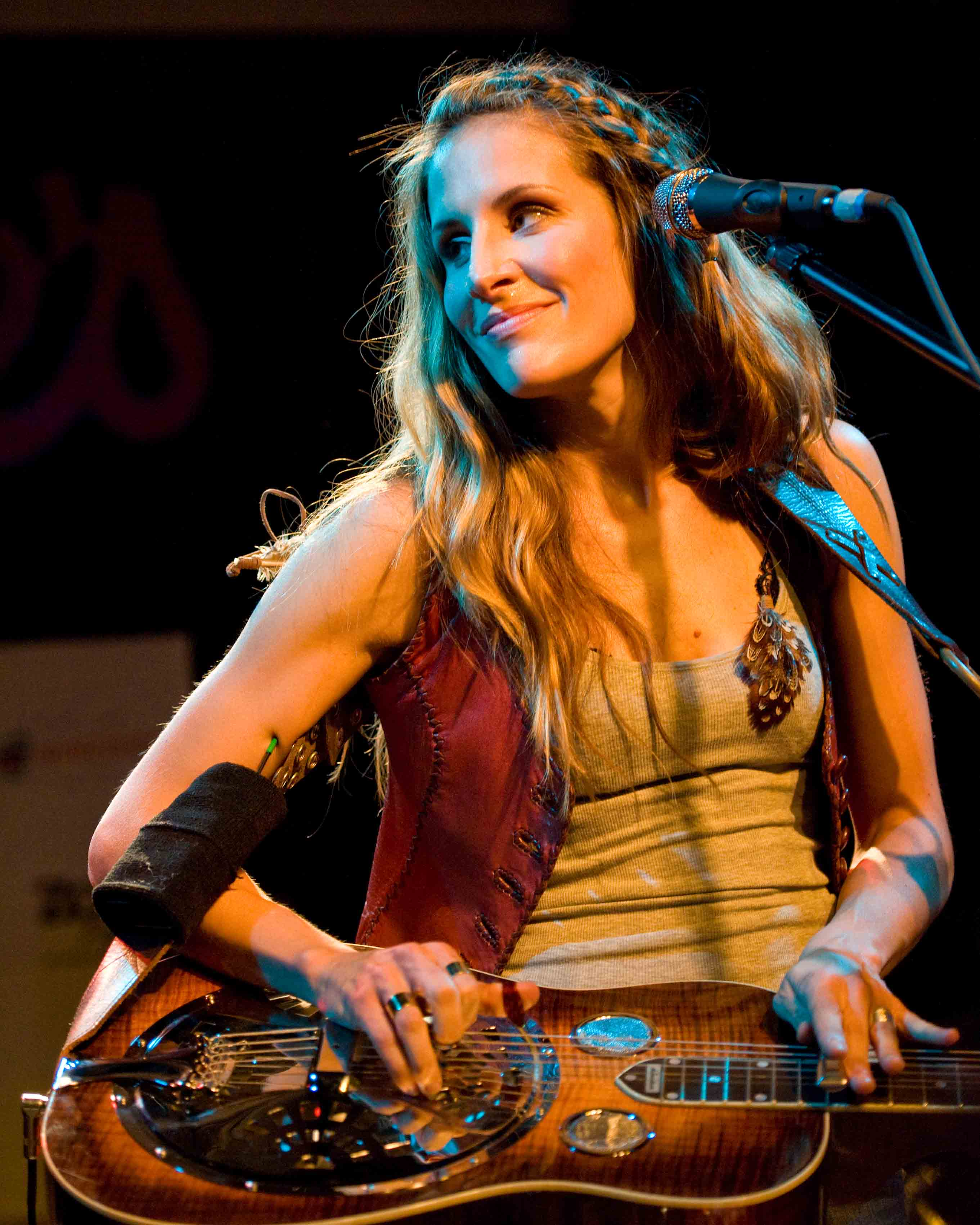
Emily Robison (2010)

Nicht nur die kontroversen Auseinandersetzungen um die Bush-Kritik von Natalie Maines sorgten dafür, dass es zeitweilig etwas stiller um die Dixie Chicks wurde, sondern auch, dass die drei Sängerinnen Mütter wurden. Die sich daraus ergebenden Umstellungen in den persönlichen Lebensverhältnissen waren für die drei Frauen Anlass, auch das Bandkonzept einer gründlichen Revision zu unterziehen. Den auf die Bush-Kritik folgenden Auseinandersetzungen mit diversen Country-Medien und Sendern begegnete die Gruppe mit einem musikalischen Richtungswechsel.
Als Produzent für das im Mai 2006 erschienene Album Taking the Long Way konnten die Dixie Chicks Rick Rubin gewinnen, der sich vor allem durch die Produktionen der „American Recordings“-Alben von Johnny Cash in der Country-Musik-Szene einen Namen gemacht hatte. Mit dem neuen Konzept – weg von der Country-Musik mehr zum Rock/Pop hin, wie es etwa Shania Twain oder LeAnn Rimes gelungen war – versuchten die Dixie Chicks nach Aussage von Natalie Maines, endlich auch in Europa den kommerziellen Durchbruch zu erzielen, was aufzugehen schien: Das Album, dessen Texte erstmals von den Dixie Chicks selbst geschrieben wurden, erzielte aus dem Stand Spitzenplatzierungen in den Charts: Platz eins in den USA und Platz fünf in Deutschland.
Auch auf diesem Album verarbeiteten und demonstrierten sie den offenen Umgang mit der Kritik, gerade was ihre Äußerungen auf dem Londoner Konzert und die entsprechenden Reaktionen darauf anbelangt. Im Song Not Ready to Make Nice (etwa: noch nicht zur Versöhnung bereit) heißt es beispielsweise […] it’s a sad, sad story that a mother will teach her daughter that she ought to hate a perfect stranger; and how in the world can the words that I said send somebody so over the edge that they write me a letter, [and] say that I better shut up and sing or my life will be over […] (etwa: […] es ist eine traurige, traurige Geschichte, dass eine Mutter ihre Tochter lehrt, einen völlig Fremden zu hassen; und wieso können die Worte, die ich gesagt habe, jemanden so in Rage bringen, dass man mir einen Brief schreibt, in dem man mir sagt, ich solle die Klappe halten und nur singen, anderenfalls wäre mein Leben vorbei […]). In einem Interview mit dem deutschen Nachrichtenmagazin Der Spiegel im Juni 2006 verteidigte Sängerin Natalie Maines die Haltung der Band und wies auf die rebellische Tradition der Country-Musik hin sowie die Bürgerrechte, deren Verteidigung innerhalb dieser Musikrichtung ebenso eine Tradition habe.
An die sozialkritische Tradition der Country-Musik knüpfte das Album Taking the Long Way auch mit einem weiteren Stück an: I Hope – ein Song, der den Opfern des Hurrikans Katrina Mut machen soll, die nach Natalie Maines’ Ansicht von ihrem Präsidenten im Stich gelassen wurden. Registriert wurde der Stilwechsel der Dixie Chicks auch von der Fachpresse. Joe Levy vom US-Rolling Stone charakterisierte den Popsound von Taking the Long Way als „Musik für Soccer Moms – für ein weibliches, erwachsenes Publikum“.
Gegensätzlich äußerten sich viele Fans der Band, denen der Umschwung auf die Rock/Pop-Ebene missfiel. Die Tournee im Sommer 2006 war nicht erfolgreich, viele Konzerte mussten abgesagt werden, weil zu wenig Karten verkauft wurden. Bei der Verleihung der Grammy Awards 2007 waren die Dixie Chicks die mit den meisten Auszeichnungen bedachten Künstler, sie erhielten fünf Grammys, unter anderem für das beste Album und den besten Song.

## Diskografie

### Studioalben
| Jahr | Titel                        | Höchstplatzierung, Gesamtwochen, AuszeichnungChartplatzierungen (Jahr, Titel, Platzierungen, Wochen, Auszeichnungen, Anmerkungen) | Höchstplatzierung, Gesamtwochen, AuszeichnungChartplatzierungen (Jahr, Titel, Platzierungen, Wochen, Auszeichnungen, Anmerkungen) | Höchstplatzierung, Gesamtwochen, AuszeichnungChartplatzierungen (Jahr, Titel, Platzierungen, Wochen, Auszeichnungen, Anmerkungen) | Höchstplatzierung, Gesamtwochen, AuszeichnungChartplatzierungen (Jahr, Titel, Platzierungen, Wochen, Auszeichnungen, Anmerkungen) | Höchstplatzierung, Gesamtwochen, AuszeichnungChartplatzierungen (Jahr, Titel, Platzierungen, Wochen, Auszeichnungen, Anmerkungen) | Höchstplatzierung, Gesamtwochen, AuszeichnungChartplatzierungen (Jahr, Titel, Platzierungen, Wochen, Auszeichnungen, Anmerkungen) | Anmerkungen                            |
| Jahr | Titel                        | DE | AT | CH | UK | US | Country | Anmerkungen                            |
| ---- | ---------------------------- | --- | --- | --- | --- | --- | --- | -------------------------------------- |
| 1990 | Thank Heavens for Dale Evans | — | — | — | — | — | — | Erstveröffentlichung: 1. Dezember 1990 |
| 1992 | Little Ol’ Cowgirl           | — | — | — | — | — | — | Erstveröffentlichung: 1. Mai 1992      |
| 1993 | Shouldn’t a Told You That    | — | — | — | — | — | — | Erstveröffentlichung: 2. November 1993 |
| 1998 | Wide Open Spaces             | — | — | — | UK26 Gold · (10 Wo.)UK | US4 ×3Diamant + Dreifachplatin · (134 Wo.)US                                                                                      | Country1 (134 Wo.)Country | Erstveröffentlichung: 27. Januar 1998  |
| 1999 | Fly                          | — | — | — | UK38 Gold · (5 Wo.)UK | US1 Diamant + Platin · (131 Wo.)US                                                                                                | Country1 (131 Wo.)Country | Erstveröffentlichung: 31. August 1999  |
| 2002 | Home                         | DE11 Gold · (18 Wo.)DE | AT27 (11 Wo.)AT | CH26 (13 Wo.)CH | UK33 Gold · (14 Wo.)UK | US1 ×6Sechsfachplatin · (56 Wo.)US                                                                                                | Country1 (91 Wo.)Country | Erstveröffentlichung: 27. August 2002  |
| 2006 | Taking the Long Way          | DE5 Gold · (21 Wo.)DE | AT7 (15 Wo.)AT | CH6 Gold · (44 Wo.)CH | UK10 Gold · (12 Wo.)UK | US1 ×2Doppelplatin · (62 Wo.)US                                                                                                   | Country1 (85 Wo.)Country | Erstveröffentlichung: 23. Mai 2006     |
| 2020 | Gaslighter                   | DE14 (2 Wo.)DE | AT21 (1 Wo.)AT | CH5 (5 Wo.)CH | UK5 (2 Wo.)UK | US3 (6 Wo.)US | Country1 (8 Wo.)Country | Erstveröffentlichung: 17. Juli 2020    |

### Livealben
| Jahr | Titel                       | Höchstplatzierung, Gesamtwochen, AuszeichnungChartplatzierungen (Jahr, Titel, Platzierungen, Wochen, Auszeichnungen, Anmerkungen) | Höchstplatzierung, Gesamtwochen, AuszeichnungChartplatzierungen (Jahr, Titel, Platzierungen, Wochen, Auszeichnungen, Anmerkungen) | Höchstplatzierung, Gesamtwochen, AuszeichnungChartplatzierungen (Jahr, Titel, Platzierungen, Wochen, Auszeichnungen, Anmerkungen) | Höchstplatzierung, Gesamtwochen, AuszeichnungChartplatzierungen (Jahr, Titel, Platzierungen, Wochen, Auszeichnungen, Anmerkungen) | Höchstplatzierung, Gesamtwochen, AuszeichnungChartplatzierungen (Jahr, Titel, Platzierungen, Wochen, Auszeichnungen, Anmerkungen) | Höchstplatzierung, Gesamtwochen, AuszeichnungChartplatzierungen (Jahr, Titel, Platzierungen, Wochen, Auszeichnungen, Anmerkungen) | Anmerkungen                             |
| Jahr | Titel                       | DE | AT | CH | UK | US | Country | Anmerkungen                             |
| ---- | --------------------------- | --- | --- | --- | --- | --- | --- | --------------------------------------- |
| 2003 | Top of the World Tour: Live | DE63 (5 Wo.)DE | — | — | — | US27 Platin · (30 Wo.)US | Country3 (99 Wo.)Country | Erstveröffentlichung: 25. November 2003 |
| 2017 | DCX MMXVI Live              | — | — | — | — | — | Country43 (1 Wo.)Country | Erstveröffentlichung: 1. September 2017 |

### Kompilationen
| Jahr | Titel                      | Höchstplatzierung, Gesamtwochen, AuszeichnungChartplatzierungen (Jahr, Titel, Platzierungen, Wochen, Auszeichnungen, Anmerkungen) | Höchstplatzierung, Gesamtwochen, AuszeichnungChartplatzierungen (Jahr, Titel, Platzierungen, Wochen, Auszeichnungen, Anmerkungen) | Höchstplatzierung, Gesamtwochen, AuszeichnungChartplatzierungen (Jahr, Titel, Platzierungen, Wochen, Auszeichnungen, Anmerkungen) | Höchstplatzierung, Gesamtwochen, AuszeichnungChartplatzierungen (Jahr, Titel, Platzierungen, Wochen, Auszeichnungen, Anmerkungen) | Höchstplatzierung, Gesamtwochen, AuszeichnungChartplatzierungen (Jahr, Titel, Platzierungen, Wochen, Auszeichnungen, Anmerkungen) | Höchstplatzierung, Gesamtwochen, AuszeichnungChartplatzierungen (Jahr, Titel, Platzierungen, Wochen, Auszeichnungen, Anmerkungen) | Anmerkungen                           |
| Jahr | Titel                      | DE | AT | CH | UK | US | Country | Anmerkungen                           |
| ---- | -------------------------- | --- | --- | --- | --- | --- | --- | ------------------------------------- |
| 2010 | Playlist: The Very Best of | — | — | — | — | US115 (2 Wo.)US | Country27 (78 Wo.)Country | Erstveröffentlichung: 1. Juni 2010    |
| 2010 | The Essential              | — | — | CH58 (4 Wo.)CH | UK— GoldUK | US161 (3 Wo.)US | Country40 (110 Wo.)Country | Erstveröffentlichung: 24. August 2010 |

### Singles als Leadmusikerinnen
| Jahr | Titel Album                                    | Höchstplatzierung, Gesamtwochen, AuszeichnungChartplatzierungen (Jahr, Titel, Album, Platzierungen, Wochen, Auszeichnungen, Anmerkungen) | Höchstplatzierung, Gesamtwochen, AuszeichnungChartplatzierungen (Jahr, Titel, Album, Platzierungen, Wochen, Auszeichnungen, Anmerkungen) | Höchstplatzierung, Gesamtwochen, AuszeichnungChartplatzierungen (Jahr, Titel, Album, Platzierungen, Wochen, Auszeichnungen, Anmerkungen) | Höchstplatzierung, Gesamtwochen, AuszeichnungChartplatzierungen (Jahr, Titel, Album, Platzierungen, Wochen, Auszeichnungen, Anmerkungen) | Höchstplatzierung, Gesamtwochen, AuszeichnungChartplatzierungen (Jahr, Titel, Album, Platzierungen, Wochen, Auszeichnungen, Anmerkungen) | Höchstplatzierung, Gesamtwochen, AuszeichnungChartplatzierungen (Jahr, Titel, Album, Platzierungen, Wochen, Auszeichnungen, Anmerkungen) | Anmerkungen                              |
| Jahr | Titel Album                                    | DE | AT | CH | UK | US | Country | Anmerkungen                              |
| --- | ---------------------------------------------- | --- | --- | --- | --- | --- | --- | ---------------------------------------- |
| 1997 | I Can Love You Better Wide Open Spaces         | — | — | — | — | US77 (7 Wo.)US | Country7 (26 Wo.)Country | Erstveröffentlichung: 20. Oktober 1997   |
| 1998 | There’s Your Trouble Wide Open Spaces          | — | — | — | UK26 (6 Wo.)UK | US36 Gold · (16 Wo.)US | Country1 (29 Wo.)Country | Erstveröffentlichung: 14. April 1998     |
| 1998 | Wide Open Spaces                               | — | — | — | — | US41 ×2Doppelplatin · (20 Wo.)US | Country1 (27 Wo.)Country | Erstveröffentlichung: 28. Juli 1998      |
| 1998 | You Were Mine Wide Open Spaces                 | — | — | — | — | US34 Gold · (20 Wo.)US | Country1 (25 Wo.)Country | Erstveröffentlichung: 7. Dezember 1998   |
| 1999 | Tonight the Heartache’s on Me Wide Open Spaces | — | — | — | — | US46 (16 Wo.)US | Country6 (20 Wo.)Country | Erstveröffentlichung: 7. Mai 1999        |
| 1999 | Ready to Run Fly                               | — | — | — | UK53 (2 Wo.)UK | US39 Gold · (18 Wo.)US | Country2 (20 Wo.)Country | Erstveröffentlichung: 22. Juni 1999      |
| 1999 | Cowboy Take Me Away Fly                        | — | — | — | — | US27 ×2Doppelplatin · (20 Wo.)US | Country1 (41 Wo.)Country | Erstveröffentlichung: 8. November 1999   |
| 2000 | Goodbye Earl Fly                               | — | — | — | — | US19 Platin · (15 Wo.)US | Country13 (32 Wo.)Country | Erstveröffentlichung: 29. Februar 2000   |
| 2000 | Cold Day in July Fly                           | — | — | — | — | US65 (10 Wo.)US | Country10 (20 Wo.)Country | Erstveröffentlichung: 25. April 2000     |
| 2000 | Without You Fly                                | — | — | — | — | US31 (20 Wo.)US | Country1 (32 Wo.)Country | Erstveröffentlichung: 9. August 2000     |
| 2001 | If I Fall You’re Going Down with Me Fly        | — | — | — | — | US38 (18 Wo.)US | Country3 (21 Wo.)Country | Erstveröffentlichung: 19. Februar 2001   |
| 2001 | Heartbreak Town Fly                            | — | — | — | — | — | Country23 (16 Wo.)Country | Erstveröffentlichung: 25. Juni 2001      |
| 2001 | Some Days You Gotta Dance Fly                  | — | — | — | — | US55 (19 Wo.)US | Country7 (27 Wo.)Country | Erstveröffentlichung: 24. September 2001 |
| 2002 | Long Time Gone Home                            | — | — | — | — | US7 (20 Wo.)US | Country2 (20 Wo.)Country | Erstveröffentlichung: 17. Mai 2002       |
| 2002 | Landslide Home                                 | — | — | — | UK55 (2 Wo.)UK | US7 ×2Doppelplatin · (29 Wo.)US | Country2 (22 Wo.)Country | Erstveröffentlichung: 2. September 2002  |
| 2002 | Travelin’ Soldier Home                         | — | — | — | UK— SilberUK | US25 Platin · (10 Wo.)US | Country1 (25 Wo.)Country | Erstveröffentlichung: 20. Dezember 2002  |
| 2003 | Godspeed (Sweet Dreams) Home                   | — | — | — | — | — | Country48 (9 Wo.)Country | Erstveröffentlichung: 22. Mai 2003       |
| 2005 | I Hope Taking the Long Way                     | — | — | — | — | — | Country54 (3 Wo.)Country | Erstveröffentlichung: 27. September 2005 |
| 2006 | Not Ready to Make Nice Taking the Long Way     | DE89 (2 Wo.)DE | — | CH22 (20 Wo.)CH | UK70 (6 Wo.)UK | US4 ×2Doppelplatin + Gold (Mastertone) · (24 Wo.)US                                                                                      | Country36 (10 Wo.)Country | Erstveröffentlichung: 20. März 2006      |
| 2006 | Everybody Knows Taking the Long Way            | — | — | — | — | — | Country45 (9 Wo.)Country | Erstveröffentlichung: 25. April 2006     |
| 2007 | The Neighbor –                                 | — | — | — | — | US74 (1 Wo.)US | — | Erstveröffentlichung: Februar 2007       |
| 2020 | Gaslighter                                     | — | — | — | — | — | Country20 (10 Wo.)Country | Erstveröffentlichung: 4. März 2020       |
| 2020 | March March Gaslighter                         | — | — | — | — | — | Country32 (2 Wo.)Country | Erstveröffentlichung: 25. Juni 2020      |
| 2020 | Sleep At Night Gaslighter                      | — | — | — | — | — | Country33 (1 Wo.)Country | Erstveröffentlichung: 1. Juli 2020       |
| Folgende Lieder erschienen nicht als Single, wurden aber durch das Album zum Download und Streaming bereitgestellt und konnten somit eine Platzierung erlangen: |                                                | | | | | | |                                          |
| |                                                | | | | | | |                                          |
| 1999 | Let ’er Rip Wide Open Spaces                   | — | — | — | — | — | Country64 (13 Wo.)Country |                                          |
| 1999 | You Can’t Hurry Love Runaway Bride O.S.T.      | — | — | — | — | — | Country60 (11 Wo.)Country |                                          |
| 1999 | Sin Wagon Fly                                  | — | — | — | — | — | Country52 (20 Wo.)Country |                                          |
| 2002 | White Trash Wedding Home                       | — | — | — | — | — | Country56 (1 Wo.)Country |                                          |
| 2002 | Tortured, Tangled Hearts Home                  | — | — | — | — | — | Country58 (1 Wo.)Country |                                          |

Weitere Singles
- 2003: Top of the World
- 2006: Voice Inside My Head
- 2006: Easy Silence
- 2006: The Long Way Around
- 2006: Lullaby (US: Gold)

### Singles als Gastmusikerinnen
| Jahr | Titel Album                    | Höchstplatzierung, Gesamtwochen, AuszeichnungChartplatzierungen (Jahr, Titel, Album, Platzierungen, Wochen, Auszeichnungen, Anmerkungen) | Höchstplatzierung, Gesamtwochen, AuszeichnungChartplatzierungen (Jahr, Titel, Album, Platzierungen, Wochen, Auszeichnungen, Anmerkungen) | Höchstplatzierung, Gesamtwochen, AuszeichnungChartplatzierungen (Jahr, Titel, Album, Platzierungen, Wochen, Auszeichnungen, Anmerkungen) | Höchstplatzierung, Gesamtwochen, AuszeichnungChartplatzierungen (Jahr, Titel, Album, Platzierungen, Wochen, Auszeichnungen, Anmerkungen) | Höchstplatzierung, Gesamtwochen, AuszeichnungChartplatzierungen (Jahr, Titel, Album, Platzierungen, Wochen, Auszeichnungen, Anmerkungen) | Höchstplatzierung, Gesamtwochen, AuszeichnungChartplatzierungen (Jahr, Titel, Album, Platzierungen, Wochen, Auszeichnungen, Anmerkungen) | Anmerkungen                                                                 |
| Jahr | Titel Album                    | DE | AT | CH | UK | US | Country | Anmerkungen                                                                 |
| ---- | ------------------------------ | --- | --- | --- | --- | --- | --- | --------------------------------------------------------------------------- |
| 2000 | Roly Poly Ride with Bob        | — | — | — | — | — | Country65 (1 Wo.)Country | Erstveröffentlichung: 23. April 2016 Asleep at the Wheel feat. Dixie Chicks |
| 2016 | Daddy Lessons (Remix) Lemonade | — | — | CH73 (1 Wo.)CH | UK40 (2 Wo.)UK | US41 (2 Wo.)US | — | Erstveröffentlichung: 23. April 2016 Beyoncé feat. Dixie Chicks             |
| 2019 | Soon You’ll Get Better Lover   | — | — | — | — | US63 (1 Wo.)US | Country10 (4 Wo.)Country | Erstveröffentlichung: 23. August 2019 Taylor Swift feat. Dixie Chicks       |

### Videoalben
- 2002: An Evening with the Dixie Chicks
- 2003: Top of the World Tour: Live
- 2003: Live From the Kodak Theatre
- 2007: Shut Up and Sing
- 2011: VH1 Storytellers
- 2017: DCX MMXVI Live

## Auszeichnungen für Musikverkäufe
| Goldene Schallplatte - Australien - 2020: für die Single Wide Open Spaces - 2024: für das Lied Soon You’ll Get Better - Brasilien - 2024: für das Lied Soon You’ll Get Better - Neuseeland - 2004: für das Album Top of the World Tour: Live - 2018: für die Single Travelin’ Soldier - 2024: für das Album Wide Open Spaces - Schweden - 2007: für das Album Taking The Long Way Platin-Schallplatte - Australien - 2003: für das Videoalbum An Evening With The Dixie Chicks - 2003: für das Album Fly - 2017: für das Album The Essential - 2020: für das Album Top Of The World: Live - Irland - 2007: für das Album Taking The Long Way - Kanada - 2007: für die Single Not Ready To Make Nice - Neuseeland - 2003: für das Album Home - 2006: für das Album Taking The Long Way - 2020: für die Single Landslide - 2023: für das Album The Essential - Vereinigte Staaten - 2003: für das Videoalbum Top of the World Tour: Live | 2× Platin-Schallplatte - Vereinigte Staaten - 2003: für das Videoalbum An Evening With The Dixie Chicks 3× Platin-Schallplatte - Australien - 2020: für das Album Taking The Long Way - 2020: für das Album Wide Open Spaces - 2020: für die Single Landslide - 2020: für die Single Not Ready To Make Nice - Kanada - 2003: für das Album Home 4× Platin-Schallplatte - Australien - 2020: für das Album Home - Kanada - 1999: für das Album Wide Open Spaces - 2007: für das Album Taking The Long Way 6× Platin-Schallplatte - Kanada - 2025: für das Album Fly 7× Platin-Schallplatte - Australien - 2010: für das Videoalbum Top of the World Tour: Live |

Anmerkung: Auszeichnungen in Ländern aus den Charttabellen bzw. Chartboxen sind in ebendiesen zu finden.
| Land/RegionAuszeichnungen für Musikverkäufe (Land/Region, Auszeichnungen, Verkäufe, Quellen) | Silber  | Gold       | Platin       | Diamant     | Verkäufe   | Quellen                           |
| -------------------------------------------------------------------------------------------- | ------- | ---------- | ------------ | ----------- | ---------- | --------------------------------- |
| Australien (ARIA)                                                                            | —       | 2× Gold2   | 27× Platin27 | —           | 1.520.000  | aria.com.au                       |
| Brasilien (PMB)                                                                              | —       | Gold1      | —            | —           | 20.000     | pro-musicabr.org.br               |
| Deutschland (BVMI)                                                                           | —       | 2× Gold2   | —            | —           | 250.000    | musikindustrie.de                 |
| Irland (IRMA)                                                                                | —       | —          | Platin1      | —           | 15.000     | irishcharts.ie                    |
| Kanada (MC)                                                                                  | —       | —          | 18× Platin18 | —           | 1.800.000  | musiccanada.com                   |
| Neuseeland (RMNZ)                                                                            | —       | 3× Gold3   | 4× Platin4   | —           | 105.000    | aotearoamusiccharts.co.nz NZ2 NZ3 |
| Schweden (IFPI)                                                                              | —       | Gold1      | —            | —           | 20.000     | sverigetopplistan.se              |
| Schweiz (IFPI)                                                                               | —       | Gold1      | —            | —           | 15.000     | hitparade.ch                      |
| Vereinigte Staaten (RIAA)                                                                    | —       | 5× Gold5   | 26× Platin26 | 2× Diamant2 | 45.800.000 | riaa.com                          |
| Vereinigtes Königreich (BPI)                                                                 | Silber1 | 5× Gold5   | —            | —           | 700.000    | bpi.co.uk                         |
| Insgesamt                                                                                    | Silber1 | 20× Gold20 | 76× Platin76 | 2× Diamant2 |            |                                   |

## Künstlerauszeichnungen
Auszeichnungen 2000
Country Music Association (CMA)
„Album des Jahres“ – Fly
„Entertainer des Jahres“
Auszeichnungen 2001
TNN/CMT: „Beliebteste Band“
American Music Awards: „Beliebteste Band“
Academy of Country Music (ACM)
„Entertainer des Jahres“
„Gesangsgruppe des Jahres“
„Video des Jahres“ – Goodbye Earl
Auszeichnungen 2002
Grammy
„Bestes Country Album“ – Home
„Bester Country Song einer Band“ – Long Time Gone
„Bester Country Instrumentaltitel“ – Lil’ Jack Slade
„Beste Aufnahmeleitung“ – Home
American Music Awards
„Beliebteste Country-Band“
„Beliebtestes Country Album“ für Home
Billboard Music Award: „Country-Band des Jahres“
Country Music Association (CMA) Award: „Gesangsgruppe des Jahres“
CMT Flameworthy Award: „Video Visionary Award“
People’s Choice Award: „Beliebteste Musikgruppe oder Band“
Auszeichnungen 2005
Grammy: „Beste Countrydarbietung eines Duos oder einer Gruppe“ – Top of the World
Auszeichnungen 2007
Grammy:
„Bestes Album“ – Taking the Long Way
„Beste Single“ – Not Ready to Make Nice
„Bester Song“ – Not Ready to Make Nice
„Beste Countrydarbietung eines Duos oder einer Gruppe“ – Not Ready to Make Nice
„Bestes Countryalbum“ – Taking the Long Way